# Adicción
La adicción (del latín, addictus) es una enfermedad neurológica que se caracteriza por una búsqueda patológica de la recompensa o alivio a través del uso de una sustancia u otras acciones. Esto implica una incapacidad de controlar la conducta, dificultad para la abstinencia permanente, deseo imperioso de consumo, disminución del reconocimiento de los impedimentos significativos causados por la propia conducta y en las relaciones interpersonales, así como una respuesta emocional disfuncional. El resultado es una disminución en la calidad de vida del afectado, generando problemas en su trabajo, en sus actividades académicas, en sus relaciones sociales o en sus relaciones familiares o de pareja. La neurociencia actualmente considera que la adicción a sustancias y a comportamientos comparten las mismas bases neurobiológicas.
Además del consumo de sustancias psicoactivas, existen adicciones a procesos, como la adicción al sexo, la adicción al juego (ludopatía), la adicción a la pornografía, la adicción a la televisión, la adicción al deporte, la adicción a las nuevas tecnologías (tecnofilia), la adicción al azúcar, la adicción al teléfono celular o móvil (nomofobia), la adicción al trabajo (trabajolismo) y la adicción a Internet.
Todas estas nombradas anteriormente, podemos verlas presentes hoy en día en gran cantidad de adolescentes. La adolescencia es una etapa muy importante en el desarrollo humano, caracterizada por  cambios físicos, emocionales y sociales. Durante este período, los jóvenes son especialmente vulnerables a la experimentación con sustancias adictivas, normalmente comenzando a las edades de entre 14 y 18 añosen todos los ámbitos que se nombraron anteriormente, esto puede generar en problemas de salud y consecuencias con el tiempo. Factores como la presión social, la influencia del entorno familiar, el estrés y la búsqueda de identidad pueden contribuir al consumo de drogas, alcohol y otras sustancias nocivas. Dentro de todo esto se encontró que lo que más consumen los jóvenes es el alcohol, con un 78,9%. 

## Historia
El uso de sustancias con características psicoactivas ha acompañado a la humanidad desde los albores de la civilización. Se piensa que los antiguos primates antecesores del hombre tenían un gusto por las frutas sobremaduradas, que presentaban cierta cantidad de azúcares fermentados a alcohol etílico. La ingesta de dichos frutos implicaba una ventaja adaptativa, ya que eran ricos en azúcares en comparación con los frutos menos maduros. Esto pudo haber seleccionado evolutivamente el gusto por las bebidas alcohólicas.

## Adicción a sustancias
La adicción a sustancias es un padecimiento crónico, recurrente, progresivo y en ocasiones mortal que se caracteriza por la búsqueda y el consumo compulsivo de drogas o fármacos (medicamentos de prescripción médica), a pesar de sus consecuencias nocivas. Se considera una enfermedad del cerebro porque las sustancias psicoactivas y las conductas compulsivas modifican la estructura y funcionamiento de ciertas áreas de este órgano. Implica una dependencia de una sustancia, actividad o relación debido a trastornos que esta causa en los circuitos de recompensa, motivación y memoria (véase núcleo accumbens) de la persona afectada.[cita requerida]. Las principales sustancias que provocan adicción son el alcohol, el THC, los alucinógenos, los inhalantes, los distintos opiáceos, los sedantes, los ansiolíticos, los estimulantes y el tabaco.
La adicción a sustancias viene determinada en gran medida por el abuso de estas. El abuso se define como un consumo problemático que puede tener consecuencias adversas cuando se superan ciertas actividades o se tienen algunas características personales.
Está conformada por los deseos que consumen los pensamientos y comportamientos (síndrome de abstinencia) de la persona, y estos actúan en aquellas actividades diseñadas para conseguir la sensación o efecto deseado y para comprometerse en la actividad deseada (comportamientos adictivos). A diferencia de los simples hábitos o de las influencias consumistas, las adicciones son «dependencias»[cita requerida] que traen consigo graves consecuencias. Estas consecuencias afectan negativamente la vida personal y social del individuo y su salud (física y mental), además de que limitan la capacidad de funcionar de manera efectiva. Es adicta la persona que cree que no puede vivir sin el objeto de su adicción, por lo cual lo busca de forma permanente y compulsiva.
El adicto no controla su adicción, sino que vive en función de ésta: este es el eje y el condicionante de toda su rutina; si trata de salir repentinamente de esta rutina, se ve afectado por problemas de ansiedad y, por lo general, vuelve a caer en el consumo de su adicción, aunque puede dejar de ser adicto después de pasar por una fase comúnmente llamada «mono» o síndrome del pavo frío.[cita requerida]
Para que podamos considerar una conducta como una adicción tenemos que evaluar la situación con los siguientes criterios:
1. Consumo con frecuencia.
2. Deseo continuo de abandonar el consumo.
3. Se invierte mucho tiempo en las actividades necesarias para conseguir, consumir o recuperarse de los efectos del consumo.
4. Continuo y fuerte deseo de consumir.
5. Consumo recurrente.
6. Abandono o reducción de actividades sociales, laborales u ociosas.
7. A pesar de tener problemas físicos o psicológicos, se continua con el consumo.
8. Tolerancia. Son necesarias cada vez mayores dosis para alcanzar el efecto deseado.
9. Abstinencia.

En función de la cantidad de estos criterios que estén presentes en el sujeto, podemos clasificar el trastorno en leve, moderado o grave. El trastorno leve será diagnosticado cuando estén presentes 2 o 3 criterios. El trastorno moderado, cuando haya 4 o 5 criterios diagnósticos en el sujeto. Y finalmente, el trastorno grave se presenta con más de 6 criterios.

## Abstinencia
La abstinencia es la reacción del cuerpo al ser privado de una sustancia adictiva de la que se ha vuelto dependiente y tolerante.[cita requerida] Sin la sustancia, las funciones del organismo que dependían de ésta se alteran. Las consecuencias de este síndrome son: Desequilibrios químicos y hormonales y un nivel de estrés psicológico.

## Tolerancia
La tolerancia es un fenómeno complementario al síndrome de la abstinencia. Consiste en la necesidad de aumentar la dosis de la sustancia para obtener los efectos deseados. Se produce debido a los desequilibrios químicos que se producen en el cuerpo debido al consumo reiterado. El organismo se «prepara» para la recepción de la sustancia. Es necesario incrementar el consumo proporcionalmente al tamaño de este efecto.

## Factores de riesgo
Hay una serie de factores de riesgo genéticos y ambientales para desarrollar una adicción, que varían según la población. Los factores de riesgo genéticos y ambientales representan cada uno aproximadamente la mitad del riesgo de una persona de desarrollar una adicción; se desconoce la contribución de los factores de riesgo epigenéticos al riesgo total. Incluso en personas con un riesgo genético relativamente bajo, la exposición a dosis suficientemente altas de una droga adictiva durante un período prolongado (por ejemplo, semanas o meses) puede resultar en una adicción.

### Factores genéticos
Desde hace mucho tiempo se ha establecido que los factores genéticos junto con los factores ambientales (por ejemplo psicosociales) contribuyen de manera significativa a la vulnerabilidad a la adicción. Los estudios epidemiológicos estiman que los factores genéticos representan entre el 40 y el 60 % de los factores de riesgo del alcoholismo. Otros estudios han indicado tasas similares de heredabilidad para otros tipos de adicción a las drogas. Knestler planteó la hipótesis en 1964 de que un gen o grupo de genes podría contribuir a la predisposición a la adicción de varias formas. Por ejemplo, los niveles alterados de una proteína normal debido a factores ambientales podrían cambiar la estructura o el funcionamiento de neuronas cerebrales específicas durante el desarrollo. Estas neuronas cerebrales alteradas podrían variar la susceptibilidad de un individuo a una experiencia inicial de consumo de drogas. En apoyo de esta hipótesis, los estudios en animales han demostrado que factores ambientales como el estrés pueden afectar al genotipo.
Los estudios de asociación de todo el genoma (GWAS por sus siglas en inglés) se utilizan para examinar las asociaciones genéticas con la dependencia, la adicción y el consumo de drogas. Estos estudios emplean un enfoque imparcial para encontrar asociaciones genéticas con fenotipos específicos y dan el mismo peso a todas las regiones del ADN, incluidas aquellas que no tienen una relación ostensible con el metabolismo o la respuesta del fármaco. Los efectos importantes de los endofenotipos típicamente no pueden ser capturados por estos métodos. Además, los genes identificados en GWAS para la adicción a las drogas pueden estar involucrados en el ajuste del comportamiento cerebral antes de las experiencias con las drogas, después de ellas o en ambos.
Un estudio que destaca el papel importante que juega la genética en la adicción son los estudios de gemelos. Los gemelos tienen una genética similar y, a veces, idéntica. El análisis de estos en relación con la genética ha ayudado a los investigadores a comprender el papel que desempeñan los genes en la adicción. Los estudios realizados en gemelos encontraron que rara vez solo un gemelo tenía una adicción. En la mayoría de los casos en los que al menos uno de los gemelos sufría una adicción, ambos la padecían, y con frecuencia a la misma sustancia. Si un miembro de la familia tiene antecedentes de adicción, las posibilidades de que un pariente o una familia cercana desarrolle esos mismos hábitos son mucho más altas que las de uno que no se ha familiarizado con la adicción a una edad temprana. En un estudio reciente realizado por el Instituto Nacional sobre el Abuso de Drogas, de 2002 a 2017, las muertes por sobredosis casi se han triplicado entre hombres y mujeres. En 2017, se informaron 72 306 muertes por sobredosis en Estados Unidos. En 2020, las muertes por excesivo consumo más altas se registraron durante un período de 12 meses. Hubo 81 000 muertes por sobredosis, superando exponencialmente los datos de 2017.

### Factores ambientales
Los factores ambientales de riesgo de adicción son las experiencias de un individuo durante su vida que interactúan con su composición genética para aumentar o disminuir su vulnerabilidad a la adicción. Por ejemplo, después del brote de COVID-19, más personas dejaron de fumar (en lugar de empezar a fumar), y los fumadores, en promedio, redujeron la cantidad de cigarrillos que consumieron. De manera más general, se han implicado varios factores ambientales diferentes como de riesgo de adicción, incluidos varios factores estresantes psicosociales. El Instituto Nacional sobre el Abuso de Drogas de Estados Unidos cita la falta de supervisión de los padres, la prevalencia del uso de sustancias entre pares, la disponibilidad de drogas y la pobreza como factores de riesgo para el uso de sustancias entre niños y adolescentes. El modelo de adicción en las enfermedades cerebrales postula que la exposición de un individuo a una droga adictiva es el factor de riesgo ambiental más importante para la dependencia. Sin embargo, muchos investigadores, incluidos los neurocientíficos, indican que este presenta una explicación engañosa, incompleta y potencialmente perjudicial de la adicción.
Las experiencias adversas de la niñez cuentan con una fuerte relación dosis-respuesta entre numerosos problemas de salud, sociales y de comportamiento a lo largo de la vida de una persona, incluido el abuso de sustancias. El desarrollo neurológico de los niños puede verse interrumpido permanentemente cuando están expuestos crónicamente a eventos estresantes como abuso físico, emocional o sexual, negligencia física o emocional, presencia de violencia en el hogar o un padre encarcelado o que padece una enfermedad mental. Como resultado, el funcionamiento cognitivo o la capacidad del niño para hacer frente a las emociones negativas o perturbadoras pueden verse afectadas. Con el tiempo, el niño puede adoptar el consumo de sustancias como mecanismo de afrontamiento, especialmente durante la adolescencia. Un estudio de 900 casos judiciales que involucran a niños que experimentaron abuso encontró que una gran cantidad de ellos sufrieron alguna forma de adicción en su adolescencia o en su vida adulta. Este camino hacia la adicción que se abre a través de experiencias estresantes durante la infancia puede evitarse mediante un cambio en los factores ambientales a lo largo de la vida de un individuo y las oportunidades de ayuda profesional. Si uno tiene amigos o compañeros que se involucran favorablemente en el consumo de drogas, aumentan las posibilidades de que desarrollen una adicción. Los conflictos familiares y el manejo del hogar también son una causa para que una persona se involucre en el consumo de alcohol u otras drogas.

## Criterios diagnósticos
El DSM-5 establece unos criterios diagnósticos para el trastorno por consumo de sustancias. Que se divide en:
- Control deficitario: Consumo prolongado de grandes cantidades. Deseos insistentes de dejar o regular su consumo y relata esfuerzos fallidos de abandonarlo. Inversión de gran parte del tiempo intentando conseguir droga y siente un intenso deseo de consumo
- Deterioro social: El consumo recurrente lleva al incumplimiento de deberes académicos, domésticos o laborales. Puede seguir consumiendo a pesar de los problemas en su esfera social causados por el consumo. Se reducen o abandonan importantes actividades sociales u ocupaciones por el consumo de sustancias.
- Consumo de riesgo: Puede producirse un consumo recurrente de la sustancia incluso en situaciones en la que provoca riesgo físico o psíquico. La persona consume de forma continuada a pesar de los problemas físicos o psíquicos derivados de ese consumo.
- Criterio farmacológico: tolerancia y dependencia

## Recuperación e intervenciones
Además de los tradicionales grupos disponibles para la rehabilitación, y programas de autoayuda como el Programa de doce pasos, hay una variada gama de enfoques preventivos y terapéuticos para combatir la adicción. Por ejemplo, una opción de tratamiento común para la adicción a los opiáceos es de mantenimiento con metadona. Este proceso consiste en la administración de la sustancia, un opiáceo potente con algún potencial para el abuso, como una copa en un entorno clínico supervisado. De esta manera, los niveles de opiáceos cerebrales aumentan lentamente sin producir la alta, y permanecen en el sistema el tiempo suficiente para disuadir a los adictos de inyectarse la heroína.
Otra forma de terapia con medicamentos implica la buprenorfina, un medicamento que parece ser aún más prometedor que la metadona. Un agonista parcial para ciertos receptores de opiáceos, este tratamiento bloquea los efectos de los opiáceos, pero produce sólo reacciones leves. Por otra parte, este método de desintoxicación tiene poco valor en el mercado de las drogas.
Una nueva investigación indica que incluso puede ser posible desarrollar anticuerpos que combaten el efecto de un medicamento específico en el cerebro, haciendo los efectos placenteros nulos. Recientemente, se han desarrollado vacunas contra la adicción a la cocaína, a la heroína, a la metanfetamina y a la nicotina. Estos avances ya están siendo probados en ensayos clínicos en humanos y muestran promesas serias como medida preventiva y de recuperación para adictos o a personas propensas a la adicción.
Por otra parte, otro método de tratamiento para la adicción que se está estudiando es la estimulación cerebral profunda (ECP). Este procedimiento se dirige a varias regiones del cerebro, incluido el núcleo accumbens, el núcleo subtalámico, el cuerpo estriado dorsal y la corteza prefrontal medial, entre otros. Otros estudios han coincidido y demostrado que la estimulación del núcleo accumbens, un área que es al parecer una de las regiones más prometedoras, permitió a un hombre de setenta años de edad dejar de fumar sin ningún problema y alcanzar un peso normal.

### Escuelas de recuperación para jóvenes
Un número considerable de jóvenes está en programas de recuperación de trastornos por consumo de sustancias. Debido a que los jóvenes pasan la mayor parte de su tiempo en la escuela, se han desarrollado las «escuelas de recuperación», que en los Estados Unidos son programas educativos orientados a ayudar a los jóvenes a recuperarse de trastornos por consumo de sustancias. Estos programas se dividen en las Recovery High Schools (RHS), que otorgan diplomas de secundaria y ofrecen una gama de servicios terapéuticos; y las Collegiate Recovery Communities (CRC), que ofrecen servicios de apoyo terapéutico y de abstinencia en los campus universitarios.
Una revisión sistemática de un estudio, realizado con una muestra de 194 estudiantes de secundaria en Estados Unidos, examinó los efectos de las escuelas de recuperación. Los resultados indican que las RHS pueden reducir el ausentismo de estudiantes de secundaria, el consumo de marihuana y otras drogas, y aumentar la abstinencia. Asimismo, no existe evidencia acerca de la efectividad de las CRC. Sin embargo, ante la escasa evidencia, y el riesgo grave de sesgo en el único estudio incluido en la revisión, no se pueden extraer conclusiones sólidas. Por ende, es necesario realizar evaluaciones rigurosas adicionales que examinen los efectos de estos programas.

## Adicción conductual
También el término adicción se puede aplicar a las compulsiones que no están relacionadas con el consumo de sustancias. Por ejemplo, las compras compulsivas, la adicción al sexo (o sexo compulsivo), el comer en exceso, los problemas con el juego, la adicción al ejercicio o al deporte y la ciberadicción. A veces la compulsión no es hacer algo, sino evitar o «no hacer nada»; por ejemplo, la dilación (evitar como forma de conducta compulsiva), es decir, la procrastinación o posposición. En este tipo de usos comunes, el término adicción se utiliza para describir una compulsión recurrente en un individuo para participar en alguna actividad específica, a pesar de las consecuencias nocivas, según se considere por el propio usuario para su salud individual, el estado mental o la vida social. Puede haber factores biológicos y psicológicos que contribuyan a estas adicciones.

## Mecanismos biológicos
Investigaciones sobre adicción indican que los mecanismos biológicos están presentes. Hay muchas variables en que los estudios no están de acuerdo, entre los principales factores contribuyentes. Como se discutió en el debate naturaleza versus naturaleza, la naturaleza biológica de las cualidades innatas individuales puede explicar muchas decisiones y acciones, como una historia familiar en la que la genética, el ADN y otros trastornos mentales permanecen en estado latente durante generaciones y luego se desencadenan. Quienes ofrecen tratamientos profesionales tienen diferentes opiniones sobre este tema.
El riesgo de un futuro trastorno adictivo se incrementa en gran medida si una persona se expone a una sobrecarga constante o se involucra en el abuso de drogas durante la adolescencia debido a que es una etapa del desarrollo neurológico crítico que es sensible a este tipo de experiencias. La razón de que el abuso de sustancias y el estrés durante la adolescencia aumente el riesgo de adicción se debe a los cambios que provoca en el cerebro. Adicionalmente se habla de una tendencia a la excesiva búsqueda de la novedad y recompensa vs evitación de dolor de los sujetos que desarrollan una adicción
Varias regiones del cerebro también están involucradas en los mecanismos biológicos de la adicción. Principalmente, la liberación de dopamina en el núcleo accumbens, que se desencadena por una amplia variedad de fármacos en una amplia variedad de formas, juega un papel en cualidades de refuerzo de estímulos. Ya que la secreción de la dopamina es también característica de refuerzo naturales estímulos tales como alimentos, agua, y el sexo, es evidente que la naturaleza adictiva de la droga implica procesos que secuestran estos mecanismos. La investigación indica que este proceso se inicia en el sistema dopaminérgico límbico y posteriormente modifica otras partes del cerebro que reciben información de entrada de las neuronas afectadas. Entre estas áreas está el área tegmental ventral.